# Тодора Анастасова
Тодора Анастасова (Паскалова) с псевдоним Скорна е гръцки комунистически деец и партизанка.

## Биография
Родена е в костурското село Нестрам през 1922 година. От 1938 година е член Гръцката младежка комунистическа организация. Арестувана е от италиански войници на 22 март 1942 година и хвърлена в атинския затвор „Авероф“, откъде е освободена по-късно поради липса на доказателства. Влиза в ЕЛАС през март 1943 година. От есента на същата година е секретар на Районния комитет на ГКП в родното си село. Присъединява се към ДАГ през септември 1946 година. Умира през юли 1948 година в местността Копанче, в планината Грамос.